# Милосердя Тіта
«Милосердя Тита» (італ. La clemenza di Tito; KV 621) — опера на дві дії Вольфґанґа Амадея Моцарта. Лібрето Катеріно Маццоли за трагедією П'єра Корнеля «Цінна», на основі більш ранніх начерків, які зробив П'єтро Метастазіо. Це одна з двох останніх опер Моцарта (поряд із «Чарівною флейтою»), вона була написана з нагоди коронації імператора Леопольда II королем Богемії та вперше виконана в Празькому Становому театрі 6 вересня 1791 року.

## Дійові особи
- Тит Флавій Веспасіан, римський імператор (тенор)
- Вітеллія, дочка вбитого імператора Вітеллія (сопрано)
- Секст, друг Тита, закоханий у Вітеллію (мецо-сопрано або кастрат)
- Сервілія, сестра Секста (сопрано)
- Анній, один Секста, закоханий в Сервілія (мецо-сопрано)
- Публій, префект (бас)

## Сюжет

### Дія перша
Вітеллія, дочка покійного імператора Вітеліо (який був скинутий батьком Тита — Веспасіаном), хоче помститися Титові за свого батька (а також за те, що той відмовився від неї на користь принцеси Береніки) й підмовляє закоханого в неї Секста взяти участь у змові проти нього (дует «Come ti piace, imponi»). Однак дізнавшись, що імператор відмовився від одруження з Беренікою Ціліційською, й вислав її до Єрусалима, Вітеллія зупиняє Секста, бо має намір сама стати його дружиною (арія «Deh, se piacer mi vuoi»). А Тит бажає бачити своєю імператрицею сестру Секста, Сервілію, до якої відправляє з посланням Аннія, Секстового друга (арія «Del più sublime soglio»).Оскільки Анніо та Сервілія закохані, про що Тит не знає, ця новина дуже небажана для обох (дует «Ah, perdona al primo affetto»).  Сервілія вирішує розповісти Титові правду, але говорить, що коли імператор буде наполягати на одруженні, вона підкориться. Тит, розчулений щирістю Сервілії, дає добро на їх шлюб з Аннієм (арія «Ah, se fosse intorno al trono»). 
Тим часом Вітеллія, довідавшись, що імператор обрав собі за дружину Сервілію, знову кипить від ревнощів і закликає Секста вбити Тита. Він погоджується, співаючи одну з найвідоміших арій опери («Parto, parto, ma tu, ben mio» ). Майже одразу як Сесто від’їжджає, з'являються Анніо та охоронець Публіо, щоб супроводити Вітелію до Тита, який тепер обрав її своєю імператрицею. Її роздирає почуття провини та хвилювання через те, на що вона послала Секста.
Секст, борючись зі своїм сумлінням (речитатив «Oh Dei, che smania è questa»), на чолі заколотників наближається до імператорського палацу,  натовп підпалює його. Секст повідомляє про те, що бачив, як Тит загинув. Дія закінчується загальним хором, що оплакує імператора.

### Дія друга
Проте незабаром Анніо повідомляє, що Тит живий, а замість нього смерть прийняв один із його наближених, одягнувшись в імператорський одяг. Публій заарештовує Секста й віддає його під суд Сенатові. Той засуджує його до смерті, але Тит вирішує поговорити з Секстом і вивідати всю правду про заколот. Секст бере всю провину на себе, щоб захистити Вітеллію, і готовий йти на смерть («Deh, per questo istante solo»). Тит, незважаючи на внутрішні пориви, підписує смертний вирок. Анніо і Сервілія повідомляють Вітеллії про вирок: вони благають майбутню імператрицю поклопотатися перед Титом про помилування Секста. Вітеллія вагається, чим викликає гнів Сервілії («S'altro che lagrime»), але, зворушена коханням Секста, який так її і не видав, вирішує зректися трону («Ecco il punto, o Vitellia... Non più di fiori»). 
У день страти Вітеллія вирішує зізнатися в усьому Титові («Che del ciel, che degli dei»), й той великодушно прощає її та Секста. Опера закінчується загальним хором, який славить мудрість і милосердя імператора («Tu, è ver, m'assolvi, Augusto»).

## Оркестровий склад
2 флейти, 2 гобої, 2 кларнети, 2 фаготи , 2 валторни, 2 труби, литаври та струнні. 
Basso continuo в речитативах secco супроводжується клавесином та віолончеллю.